# 上海大学附属中学
上海大学附属中学是位于上海市宝山区的一所全日制高级中学，上海市实验性示范性高中之一。坐落于上海大学校本部（宝山校区）为中心的科技大学城腹地。
已故著名科学家、教育家、中科院院士、上海大学校长钱伟长先生自学校开办之初起就担任学校名誉校长，对学校的办学给予了极大的支持。上海市特级校长卢广华担任校长。目前，学校有38个教学班，在校学生数1700余名。

## 校训
明德•致远

## 学校地址
宝山区上大路688号。